# Fernando Garea
Fernando Garea (Madrid, 1962) és un periodista espanyol especialitzat en crònica parlamentària.

## Trajectòria
Llicenciat en periodisme per la Universitat Complutense de Madrid ha desenvolupat la major part de la seva carrera professional com a cronista parlamentari.
Va començar a treballar a Diario 16 i posteriorment va ser cronista parlamentari en El Mundo i el diari Público, participant en l'equip fundacional de tots dos diaris.
L'abril de 2008 va esdevenir corresponsal parlamentari a El País, càrrec que va abandonar després de desacords amb el seu llavors director Antonio Caño sent relegat a la secció de reportatges en 2017. Al setembre del mateix any va anunciar que deixava el PRISA després de nou anys de treball "per seguir escrivint de política i Parlament" i que s'incorporava a El Confidencial com a adjunt al director. També ha estat col·laborador tertulià en diferents debats polítics com "Hoy por hoy", "Las mañanas de cuatro" o "El Programa de Ana Rosa".
Al juliol de 2018 es va anunciar que seria proposat pel govern de Pedro Sánchez per presidir l'Agència EFE en substitució de José Antonio Vera.